# Konkatedra św. Bartłomieja i Opieki Najświętszej Bogurodzicy w Gdańsku
Konkatedra św. Bartłomieja i Opieki Najświętszej Bogurodzicy w Gdańsku – świątynia greckokatolicka. Znajduje się w gdańskiej dzielnicy Stare Miasto (dawniej była główną świątynią tej dzielnicy), przy Zaułku Świętego Bartłomieja.

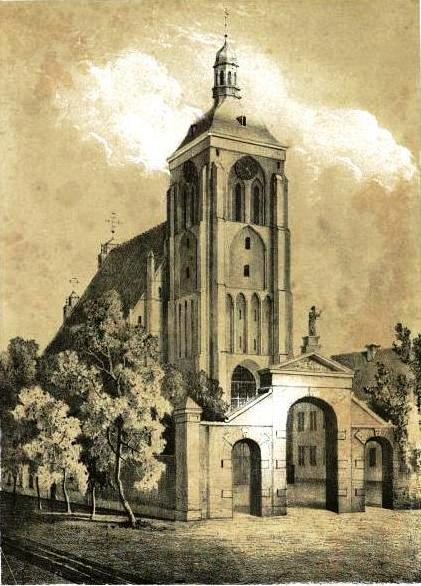
Widok archiwalny

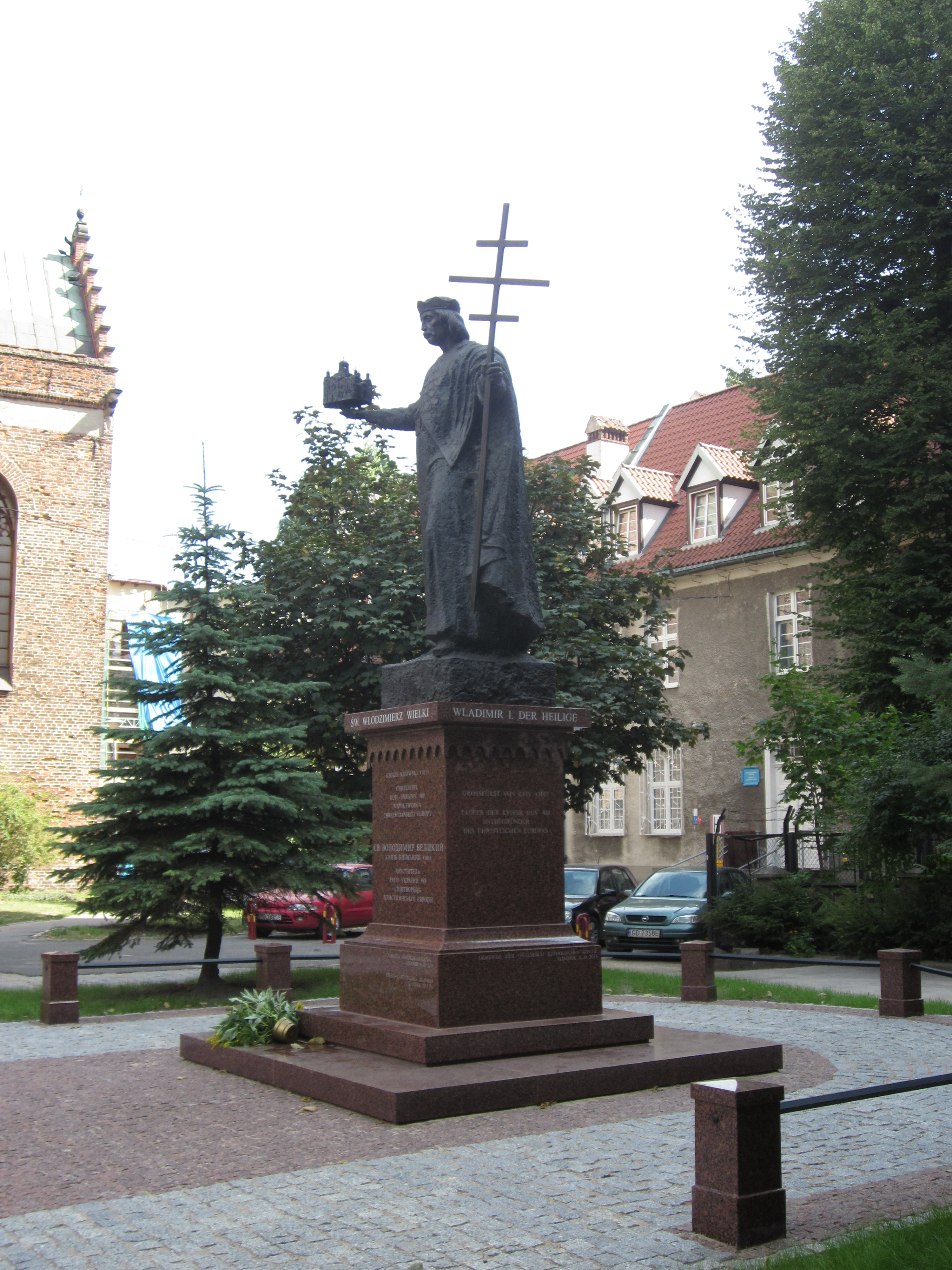
Pomnik św. Włodzimierza I Wielkiego dłuta Giennadija Jerszowa

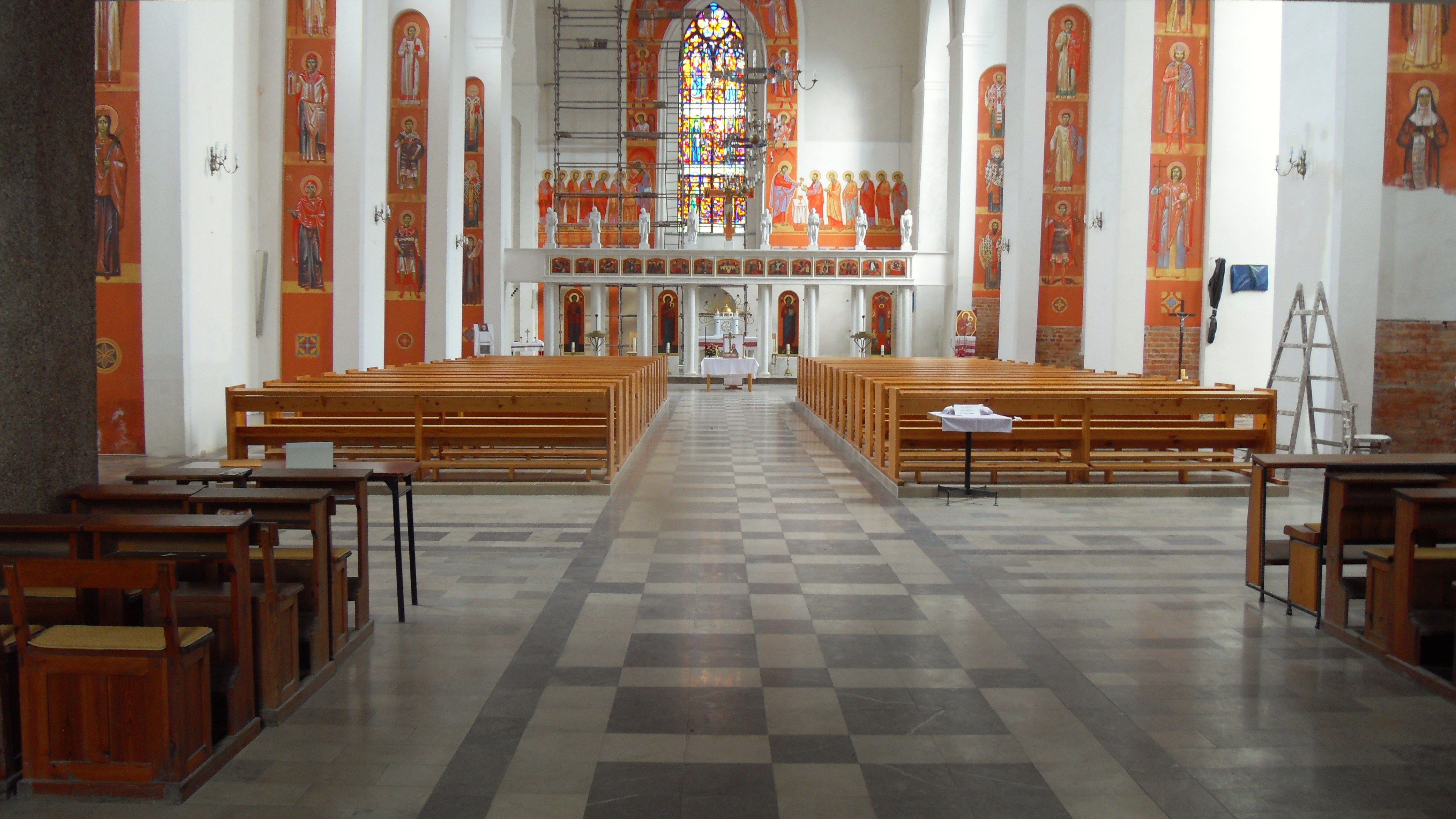
Wnętrze konkatedry

## Historia
Wybudowana została w stylu gotyckim, w XV wieku. Wieża pochodzi z lat 1591–1600, obecny hełm zbudowano w 1982, portal wybudowany w 1647. We wnętrzu znajduje się ikonostas.
Od 1524, do zniszczenia w 1945, był to kościół luterański. Po odbudowie należał do jezuitów (do 1990). Od 31 stycznia 2001 świątynia była konkatedrą eparchii wrocławsko-gdańskiej.
Parafia greckokatolicka w Gdańsku istnieje od 1957. Od 2020 należy do eparchii olsztyńsko-gdańskiej, wcześniej należała do eparchii wrocławsko-gdańskiej.
Na skwerze przed konkatedrą znajduje się odsłonięty w 2015 pomnik świętego Włodzimierza autorstwa Giennadija Jerszowa.